# Access 2.3
L'Access 2.3 è una barca a vela da regata, la cui classe è riconosciuta dalla International Sailing Federation.